# Pontobdella afra
Pontobdella afra is een ringworm uit de familie van de Piscicolidae. De wetenschappelijke naam van de soort is voor het eerst geldig gepubliceerd in 1869 door Baird.